# Leichtathletik-Weltmeisterschaften der Behinderten 2013/Teilnehmer (Österreich)
| stlisierte Goldmedaille | stlisierte Silbermedaille | stlisierte Bronzemedaille |
| ----------------------- | ------------------------- | ------------------------- |
| 1                       | 3                         | 2                         |

Das Österreichische Paralympische Committee (ÖPC) benannte vier Sportler und eine Sportlerin zur Teilnahme an den Leichtathletik-Weltmeisterschaften der Behinderten 2013, die sechs Medaillen errangen.

## Ergebnisse

### Frauen
| Athletin      | Wettbewerb       | Vorlauf / Vorkampf | Vorlauf / Vorkampf | Halbfinale   | Halbfinale | Finale       | Finale |
| Athletin      | Wettbewerb       | Zeit / Weite       | Rang               | Zeit / Weite | Rang       | Zeit / Weite | Rang   |
| ------------- | ---------------- | ------------------ | ------------------ | ------------ | ---------- | ------------ | ------ |
| Natalija Eder | Speerwurf F12/13 | –                  | –                  | –            | –          | 37,34 m SB   |        |

### Männer
| Athleten             | Wettbewerb               | Vorlauf / Vorkampf | Vorlauf / Vorkampf | Halbfinale   | Halbfinale | Finale         | Finale |
| Athleten             | Wettbewerb               | Zeit / Weite       | Rang               | Zeit / Weite | Rang       | Zeit / Weite   | Rang   |
| -------------------- | ------------------------ | ------------------ | ------------------ | ------------ | ---------- | -------------- | ------ |
| Günther Matzinger    | 400 m T46                | –                  | –                  | 49,60 s SB   | 1          | 49,45 s SB     |        |
| Thomas Geierspichler | 400 m Rennrollstuhl T52  | –                  | –                  | 1:04,05 min  | 2          | 1:03,86 min    |        |
| Thomas Geierspichler | 800 m Rennrollstuhl T52  | –                  | –                  | –            | –          | 2:04,23 min    | 4      |
| Thomas Geierspichler | 1500 m Rennrollstuhl T52 | –                  | –                  | –            | –          | 3:51,80 min SB |        |
| Bil Marinkovic       | Kugelstoßen F11          | –                  | –                  | –            | –          | 11,21 m        | 6      |
| Georg Tischler       | Kugelstoßen F54/55       | –                  | –                  | –            | –          | 9,47 m SB      |        |
| Bil Marinkovic       | Diskuswurf F11           | –                  | –                  | –            | –          | 34,12 m SB     | 5      |
| Bil Marinkovic       | Speerwurf F11            | –                  | –                  | –            | –          | 38,53 m        |        |